# Фостер (Мисури)
Фостер (енгл. Foster) град је у америчкој савезној држави Мисури.

## Демографија
По попису из 2010. године број становника је 117, што је 13 (-10,0%) становника мање него 2000. године.
| Група             | 2000.       | 2010.       |
| Белци             | 126 (96,9%) | 111 (94,9%) |
| Афроамериканци    | 0 (0,0%)    | 1 (0,9%)    |
| Азијати           | 0 (0,0%)    | 0 (0,0%)    |
| Хиспаноамериканци | 0 (0,0%)    | 4 (3,4%)    |
| Укупно            | 130         | 117         |